# Cigognola
Cigognola (Saugnöla in dialetto oltrepadano) è un comune italiano di 1 313 abitanti della provincia di Pavia in Lombardia. Si trova nell'Oltrepò Pavese, su un colle dominante lo sbocco in pianura della valle Scuropasso, percorsa dell'omonimo torrente, di fronte a Broni. La cima del colle è ornata da uno scenografico castello duecentesco che domina l'abitato.

## Storia
Cigognola è citata nel diploma federiciano del 1164, con cui il territorio dell'Oltrepò settentrionale e centrale venne posto sotto la giurisdizione di Pavia. Da questo si deduce che doveva essere una località fortificata sotto un proprio signore locale (dominus loci). Fu successivamente signoria della potente casata pavese Sannazzaro, principale esponente di parte guelfa in Oltrepò, qui rappresentata da uno dei principali rami della famiglia (i de Cigognola). Nel 1406 furono estromessi, per gli intrighi dei Beccaria di Pavia, che si impadronirono del feudo. Nel 1415 però i Beccaria, coinvolti in una congiura contro Filippo Maria Visconti, conte di Pavia e duca di Milano, ebbero confiscato il feudo, che fu concesso allo scopritore della congiura, Giorgio Aicardi, e ai suoi famigliari, che per il privilegio concesso dai Visconti di assumere il loro cognome, diedero origine alla casata dei Visconti Aicardi, detti anche Visconti Scaramuzza dal soprannome di Giorgio. In realtà agli Aicardi toccava metà circa del feudo di Broni, comprese le terre usurpate ai Sannazzaro, come Cigognola; tuttavia di fatto ai discendenti rimasero, oltre al titolo nominale di conti di Broni, solo Cigognola con le sue lontane dipendenze di Canevino e Albaredo Arnaboldi (su cui ancora avanzavano pretese i Sannazzaro, quietati poi con un indennizzo in denaro).
I Visconti Aicardi Scaramuzza tennero il feudo di Cigognola, fino all'estinzione nel XVIII secolo, dopodiché passò a Barbara d'Adda e al figlio di lei, Alberico XII Barbiano di Belgioioso, ultimo feudatario di Cigognola. Il feudalesimo infatti fu abolito nel 1797. I feudatari avevano estesissimi beni a Cigognola, comprendenti anche il castello: in epoca napoleonica furono acquistati dai Gazzaniga e passarono per eredità agli Arnaboldi-Gazzaniga e agli attuali proprietari, Brichetto-Arnaboldi.

### Simboli
Lo stemma, il gonfalone e la bandiera del comune di Cigognola sono stati concessi con decreto del presidente della Repubblica del 4 febbraio 2010.
Il gonfalone è un drappo di giallo con la bordatura di azzurro.

La bandiera è un drappo di giallo con la bordatura di azzurro, caricato dello stemma del Comune.

## Monumenti e luoghi d'interesse

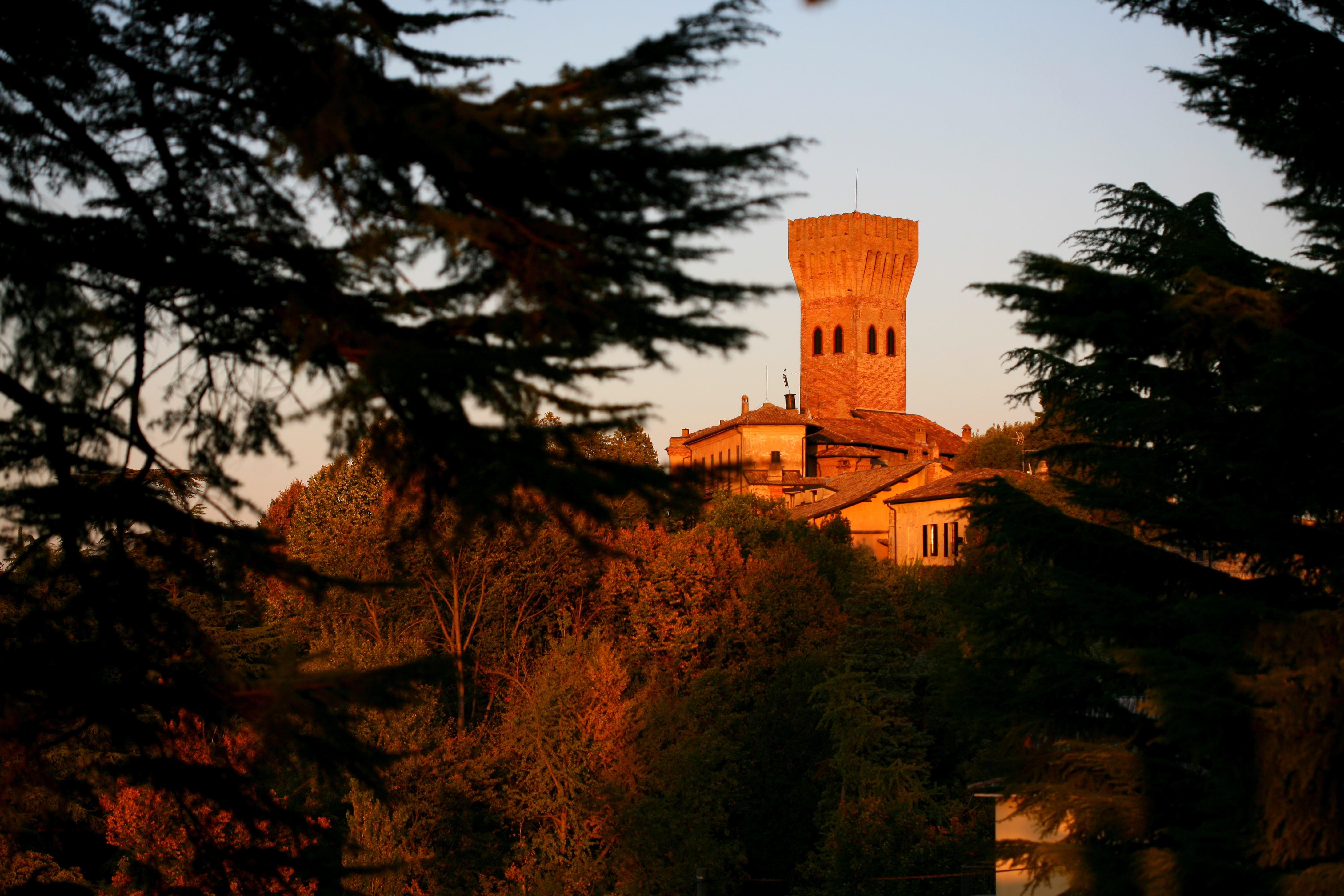
Scorcio della torre del castello

- Castello di Cigognola.[7]. L'edificazione risale all'inizio del Duecento. Appartenne ai Sannazzaro, ai Beccaria (dal 1406), a Giorgio Visconti Aicardi (1415), in seguito denominati Visconti Aicardi Scaramuzza, a Barbara d'Adda (nel Settecento), indi al figlio di lei Alberico Barbiano di Belgiojoso. Sotto Napoleone i beni vennero comprati dai Gazzaniga, da questi agli Arnaboldi Gazzaniga, quindi ai Brichetto-Arnaboldi.

## Amministrazione

Il gonfalone comunale

## Società

### Evoluzione demografica
Abitanti censiti

## Economia
Come per la maggior parte dei comuni confinanti siti nell'Oltrepò Pavese, l'economia locale è incentrata sulla coltivazione della vite e la produzione di vini.
Le denominazioni di origine locali sono:
- Bonarda dell'Oltrepò Pavese
- Buttafuoco dell'Oltrepò Pavese
- Pinot Grigio dell'Oltrepò Pavese
- Pinot Nero dell'Oltrepò Pavese
- Sangue di Giuda Oltrepò Pavese
- Oltrepò Pavese Metodo Classico
- Provincia di Pavia IGT

## Sport
Nel territorio è presente un piccolo lago artificiale adibito alla pesca sportiva, "la vasca di Cigognola". Si tratta di un invaso creato nel 1948 a scopo irriguo ed in seguito bonificato negli anni 2000.